# Fin Donnelly
Pour les articles homonymes, voir Donnelly.
Fin Donnelly, né le 27 mai 1966, est un homme politique canadien de Colombie-Britannique sur la scène municipale, provinciale et fédérale.

## Biographie
Bachelier de l'Université de Victoria en philosophie et récipiendaire d'une mineure en études environnementales en 1989, il compétitionne à titre de nageur pendant 16 ans au niveau collégial et complète 14 marathons de nage de 1990 à 2000. Les traversées du lac Pitt (en), du lac Okanagan, du lac Williams (en) et du lac Quesnel, ainsi que la descente de la rivière Raush (en). Il traverse le détroit de Géorgie à quatre reprises, dont l'une en 1991 en nageant de Sechelt à Nanaimo au bénéfice de la Georgia Strait Alliance. En 1994, il traverse le détroit de Juan de Fuca de Port Angeles à Victoria. À deux reprises en 1995 et en 2000, il nage les 1 325 km du fleuve Fraser du parc provincial du Mont-Robson jusqu'à la baie de False Creek à Vancouver.

## Carrière politique

### Politique municipale
En 2002, Donnelly décide de briguer un poste au conseil municipal de Coquitlam. Son passé de nageur et sa campagne orientée sur le développement durable le rendent suffisamment populaire pour lui permettre de déloger l'un des conseillers sortants. Malgré le décès de son directeur de campagne deux semaines avant le scrutin, Donnelly obtient un poste de conseiller,. Durant son premier mandat, il fait approuver une motion exprimant à la ville chinoise de Laizhou, ville jumelle, l'inquiétude de la ville face à la persécution du Falun Gong. Réélu en 2005 et en 2008, il est le conseiller obtenant le plus de suffrages en sa faveur,.

### Politique fédérale
Entrant en politique fédérale dans la circonscription de New Westminster—Coquitlam à la faveur d'une élection partielle en avril 2009, il remplace la députée démissionnaire Dawn Black après avoir remporté l'investiture néo-démocrate face à son collègue conseiller Barrie Lynch et à la conseillère Lorrie William de New Westminster.
Après une investiture remportée sans opposition, il est réélu en 2011 et entre dans le cabinet fantôme de Jack Layton à titre de critique de pêches et océans. Suivant le décès de Layton, il appuie le candidat Nathan Cullen lors de la course à la chefferie néo-démocrate de 2012 qui est remportée par Thomas Mulcair. Mulcair le nomme d'abord au poste de critique de la diversification de l'économie de l'Ouest canadien avant de le réinstaller dans ses fonctions de critique des pêches et océans et en y ajoutant les infrastructures et les collectivités.
À la suite de la mort du jeune réfugié syrien d'Alan Kurdi en 2015, Donnelly remet une lettre écrite par la tante de Kurdi, l'une de ses électrices, au ministre de l'immigration Chris Alexander indiquant que la demande du statut de réfugié dans le dossier de Kurdi avait été rejetée. Le jour même, il est révélé que la famille de Kurdi n'avait en fait pas fait de demande de statut de réfugié au Canada et que la lettre concernait l'oncle de Kurdi dont la demande était en fait incomplète,. Donnelly fait alors face à des critiques pour son rôle dans la propagation de fausses informations,.
Réélu dans la nouvelle circonscription de Port Moody—Coquitlam en 2015, il devient critique en matière de pêches, océans et garde-côtière.

### Politique provinciale
En 2020, il devient député provincial néo-démocrate de Coquitlam-Burke Mountain.